# Ameba (biologia)

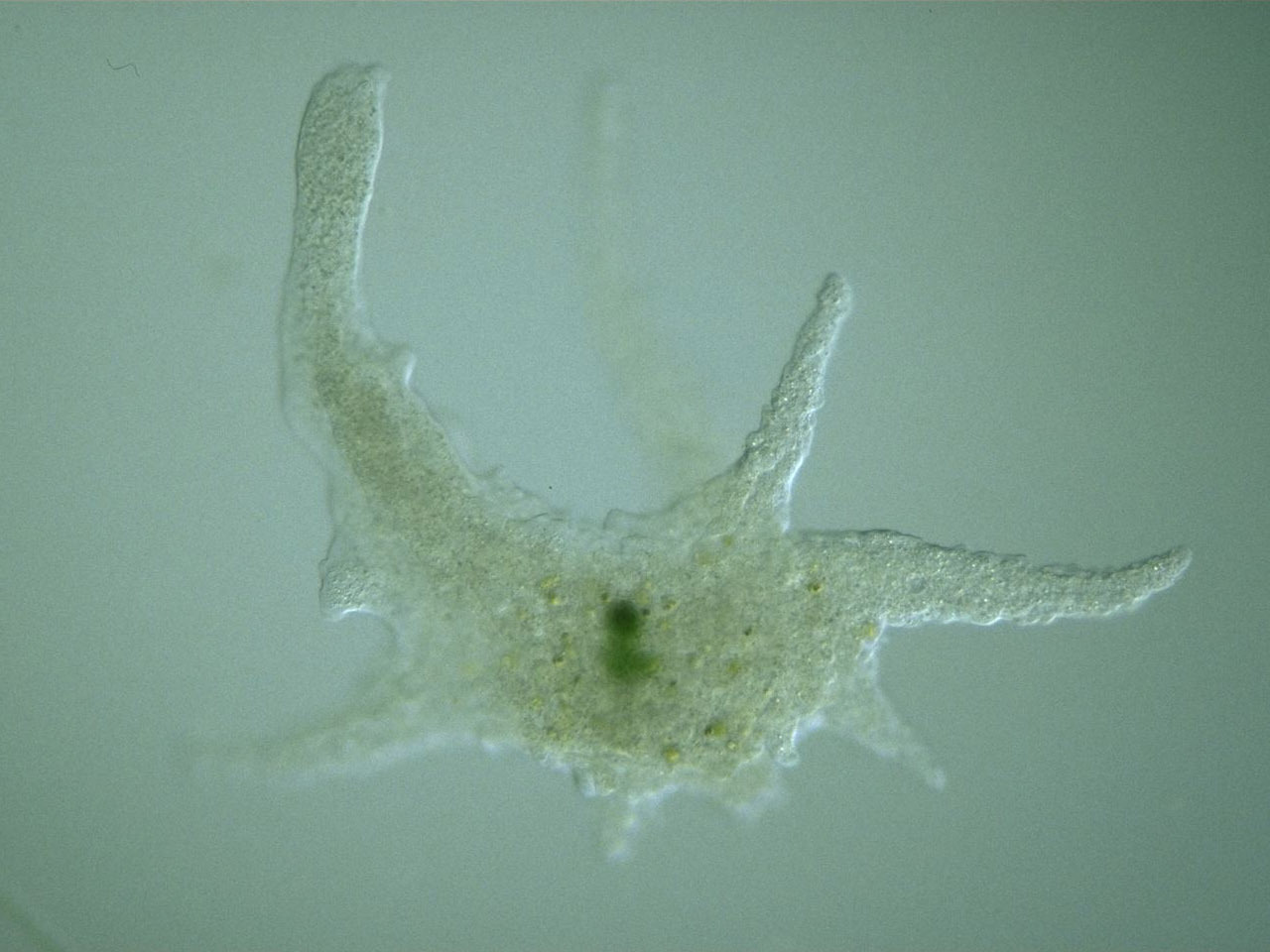
Ameboidalne ciało Chaos carolinense

Ameba, pełzak (z greckiego amoibe 'przemiana') – nazwa jednokomórkowych organizmów (w tradycyjnym ujęciu – pierwotniaków) o zmiennym kształcie ciała, poruszających się ruchem pełzakowatym za pomocą nibynóżek. Pojęcie różnie definiowane, w zależności od okresu historycznego i zakresu stosowania, dotyczące pewnej formy życiowej, bądź taksonu. Może być inaczej ujmowane w języku ogólnym niż specjalistycznym (biologicznym).

## Definicje
W ujęciu morfologicznym jest to nazwa odnosząca się do różnych organizmów, także do ich postaci w cyklu rozwojowym. W tradycyjnych systemach taksonomicznych jednokomórkowców opierających się głównie na kryteriach morfologicznych pojęcie ameby bywało utożsamiane z taksonem grupującym właśnie tego typu organizmy. W jednym z takich systemów był to synonim korzenionóżek. Z drugiej zaś strony nazwa ta może być rozumiana bardzo wąsko, jako nazwa rodzaju Amoeba. Morfem amoeba występuje również w innych nazwach rodzajowych (np. Entamoeba). W szerokim przypadku zakres stosowania tej nazwy dotyczyć może całej supergrupy Amoebozoa.
Pojęcie ameby rozumiane jako takson może mieć różny zakres u różnych autorów. Przykładowo, w jednych systemach wyróżnia się ameby nagie i oskorupione, podczas gdy w innych za ameby uznaje się tylko organizmy bez skorupek. Ameby oskorupione z wyróżnianego dawniej (a przez osoby niespecjalizujące się w systematyce pierwotniaków również w XXI w.) taksonu Testacea w literaturze polskiej określane są często jako ameby skorupkowe lub domkowe.
Ponadto nazwy ameba i pełzak potocznie używane bywają do określania postaci ameboidalnej (pełzakowatej), czyli pewnego typu budowy organizmów jednokomórkowych, reprezentowanego właśnie przez ameby z taksonu Amoebozoa, ale także różne zupełnie niespokrewnione z nimi pierwotniaki takie jak np. Rhizaria należące do supergrupy Sar lub organizmy należące do supergrupy Excavata np. rodzina Vahlkampfia lub Naegleria. Postać ameboidalną mogą mieć również autonomiczne, zdolne do ruchu komórki organizmów wielokomórkowych, np. gamety wielu glonów. Podobne zaś komórki występujące u zwierząt określane są jako amebocyty (komórki ameboidalne).

## Budowa
Ciało ameby okryte jest cienką błoną zwaną pellikulą. Dodatkowo komórki okrywa od zewnątrz warstwa zbudowana z glikoproteidów i glikolipidów zwana glikokaliksem, który tworzy różne struktury widoczne w mikroskopie elektronowym. Ze względu na wygląd rozróżniamy różne rodzaje glikokaliksu okrywającego ameby.
Ciało ameby ma nieregularny kształt. Wyróżniamy następujące podstawowe elementy morfotyczne komórki ameby:
- cytoplazma, dzieli się na[11]:
  - ektoplazmę – peryferyczna (zewnętrzna) cienka warstwa plazmy komórkowej przylegająca do pellikuli[11]
  - endoplazmę – centralna masa plazmy komórki wypełniona ziarnistościami[11]
- jądro – zwykle jedno ale są gatunki posiadające 2-3 jądra lub nawet 16 i więcej[12][10]
- jąderko
- wodniczka tętniąca
- wodniczka pokarmowa

Ameby poruszają się za pomocą wysuwanych wypustek zwanych nibynóżkami lub pseudopodiami. Wyróżniamy następujące rodzaje wypustek – pseudopodiów:
- lobopodia – wypustki płatowate, szerokie występują u amoebozoa
- filopodia – wypustki nitkowate, długie, cienkie[13] np. Nuclearia simplex
- retikulopodia – wypustki siateczkowate cechuje je wytwarzanie połączeń poprzecznych zwanych anastomozami[13], występują najrzadziej[10] np. Biomyxa vagans.

Dodatkowo wiele gatunków ameb wytwarza subpseudopodia będące małymi hialinowymi wypustkami, które nie biorą udziału w ruchu ameby.
Ze względu na stan w jakim się znajduje komórka wyróżniamy następujące formy:
- spoczynkowa – ameba nie porusza się
- nieukierunkowanego ruchu (ang. non directed movement)[10]
- ukierunkowanego ruchu (ang. locomotive form)[10]
- pływającą (ang. floating form)[10]

Tylny koniec ciała formy ukierunkowanego ruchu nazywa się uroidem, kształt zaś uroidu jest cechą dzięki której możemy różnicować gatunki ameb. Uroid wraz z tylną częścią komórki nazywany jest strukturą uroidalną. Struktura uroidalna jest sklasyfikowana w kilka typów i stanowi wraz z uroidem ważną cechę systematyczną.
Niektóre gatunki ameb na grzbietowej powierzchni ciała formy ukierunkowanego ruchu mają fałdy lub zmarszczki. Zmarszczki mogą również wystąpić na bocznej powierzchni ciała tych ameb. Niektóre gatunki należące do rzędu Himatismenida wytwarzają specjalną strukturę nazywaną tectum, będącą dodatkową warstwą okrywającą amebę od strony grzbietowej.
W klasycznych podziałach ameby i wiciowce uznawano za odrębne taksony, jednak ze względu na nieformalność tych pojęć oraz rozwój wiedzy, zdarza się, że amebami są nazywane organizmy uwicione, które w danym momencie pozbawione są wici. Dotyczy to np. ameb z kladu Tetramitia należącego do supergrupy Excavata, które wytwarzają wici oraz kinetoplast i mogą w zależności od warunków środowiskowych egzystować w formie ameby lub wiciowca.

## Cykl życiowy
Ameby rozmnażają się bezpłciowo przez podział. Najczęściej dzielą się na dwa, a czasami na cztery osobniki potomne.
W niesprzyjających warunkach środowiskowych ameby mogą wytworzyć cysty.

## Historia
Pod koniec XX wieku organizmy określane mianem ameb były zaliczane do taksonu korzenionóżek (Rhizopoda), który miał rangę gromady, podgromady lub typu. Korzenionóżki należały zaś do pierwotniaków (protozoa), którą to nazwę potem zmieniono na protisty. Wówczas na podstawie cech morfologicznych typ korzenionóżek dzielono na dwie gromady: ameby nagie (Amoebina) i ameby oskorupione (Testacea). W tradycyjnych XIX- i XX-wiecznych systemach pierwotniaki dzielono ze względu na dominującą postać formy życiowej w uproszczeniu na ameby (sarkodowe, korzenionóżki), wiciowce i orzęski (wymoczki). Wówczas pojęcia te miały znaczenie zbliżone zarówno morfologiczne, jak i taksonomiczne. Ze względu na rozwój taksonomii i odkrycie, że wiele podobieństw i różnic morfologicznych nie odpowiada stosunkom pokrewieństwa, pojęcia takie jak ameba czy wiciowiec utraciły ścisły sens taksonomiczny i stały się bardziej wieloznaczne.

## Potoczne znaczenia
- W codziennym języku ameba pojawia się często w kontekście zakażenia pełzakiem czerwonki (Entamoeba histolitica), czyli pełzakowicy (amebozy, amebiozy)[16], nazywanego w uproszczeniu zakażeniem amebą lub zatruciem amebą, mimo że nie jest to ściśle rozumiane zatrucie.
- W humanistyce ameba jest symbolem jednego z najprostszych bytów. Karl Popper użył do opisu życia i rozwiązywania problemów z nim związanych metaforycznego ciągu od ameby do Einsteina[17].
- Z biologii do języka potocznego przeszło jako pogardliwe określenie ludzi słabych i chwiejnych, zwłaszcza w kwestii zasad, nawiązując do zmienności kształtu i braku szkieletu rozumianych przenośnie[1].
- Podobne skojarzenia leżą u podstaw pojęcia słowo-ameba (слово-амеба) występującego w języku ukraińskim, oznaczającego słowo bez konkretnego znaczenia, mimo poważnego brzmienia[18].